# HTC Wildfire S
HTC Wildfire S – smartfon firmy HTC działający pod kontrolą systemu Android. Jest następcą modelu Wildfire. Zaprezentowany został w drugim kwartale 2011 roku.

## Opis
Smartfon z systemem operacyjnym Android 2.3.3 i nakładką HTC Sense w wersji 2.1. Przekątna wyświetlacza wynosi 3,2 cala, a rozdzielczość 320×480 pikseli. Jasność wyświetlacza wynosi 363 cd/m². Wyposażony w Wi-Fi w standardzie b/g/n i łączność 3G. Posiada również czujnik zbliżeniowy i światła.

## Aktualizacje
Firma HTC opublikowała aktualizację dla tego modelu do wersji 2.3.3. 
Aktualizacja wprowadza m.in. nowy ekran blokady.